# Chris Brasher
Chris Brasher, född 21 augusti 1928 i Georgetown i Guyana, död 28 februari 2003 i Chaddleworth i England, var en brittisk friidrottare.
Brasher blev olympisk mästare på 3000 meter hinder vid olympiska sommarspelen 1956 i Melbourne.